# 勒黑镇区
勒黑鎮區為緬甸實皆省那加自治區下辖的一个鎮區。2014年人口48,526人，區域面積3,941.2平方公里。該鎮區下分82個村莊。勒黑為該鎮區首府。